# Дом здравља „Др Љубомир Ћеранић” Соколац
Дом здравља „Др Љубомир Ћеранић” Соколац је јавна здравствена установа у Соколцу, налази се у улици Гласиначка 15. Простор којим располаже као носилац примарног нивоа здравствене заштите се састоји из 2500 m² простора распоређеног у четири пословна објекта, са осам амбуланти породичне медицине, консултативно– специјалистичким службама из гинекологије и педијатрије са дијагностиком. Са становишта услуга примарног нивоа установа здравствено збрињава 13.836 становника, што је и уговорено са Фондом здравствене заштите 2008. године, од чега је 12.216 лица запослени чланови породице. Систем здравствене заштите за социјално угрожена лица на подручју општине Соколац је регулисан преко Центра за социјални рад.

## Историја
По завршетку Другог светског рата у Соколцу је постојала једна теренска амбуланта, на локалитету данашње градске цркве. Од 1946. године су повремено долазили доктори из већих градских центара, а медицинска сестра Стака Иџотић је била једина запослена болничарка. Данашња стара зграда Дома здравља је саграђена 1947—1948. године, правили су је немачки заробљеници, у оквиру које је смештен стационар. Просторије тадашњег Дома здравља нису имале централно грејање, већ се оно вршило помоћу пећи „танџаре”. Укупно су садржали 21 запосленог, а 1978. године 72. Директор у сарадњи са секретаром Љубишом Косорићем покреће изградњу данашње зграде Хитне медицинске помоћи, чија је искључива намена била Зубна амбуланта. Од 1967. године су уместо дотадашње дрвене направљене бетонске гараже са три бокса, уводи се централно грејање и реновира стара зграда уз додатак још једног спрата. Упоредо са изградњом наведеног објекта се формирања породилиште, патронажна служба, хитна медицинска помоћ, приручна апотека и лабораторија, купљена су два санитетска возила. Свечано је отворена нове зграде Дома здравља 27. јула 1972. године.
Уређен је парк Дома здравља, асфалтиран је круг, постављена фонтана и нове клупе. Отварају се три подручне амбуланте, у Каљини, Кнежини и Соколовићима. При Дому здравља тада ради и комисија за абортус, формира се и комисија за лекарско уверење за возачки испит. У сарадњи са локалном заједницом, Дом здравља улази у пројекат изградње обданишта. У одбрамбено-отаџбинском рату, Дом здравља је пружао услуге становницима читаве регије, уз сарадњу и повезаност са тадашњом болницом главног штаба Војске Републике Српске. Године 1998. је извршено проширење објекта Хитне медицинске помоћи из властитих средстава. Године 2004. је, уз сарадњу и донацију јапанске владе, изграђен и отворен комплетно опремљен Центар за физикалну рехабилитацију. Године 2009. је јединица за координацију пројекта из Министарства здравља Републике Српске издвојила средства за реконструкцију просторија породичне медицине.
Године 2013. су, донацијом швајцарске владе, просторије бившег породилишта реконструисане и у том делу је отворен Центар за ментално здравље који покрива читаву регију. Данас у склопу Дома здравља постоји шест тимова породичне медицине, служба хитне медицинске помоћи, служба лабораторијске дијагностике, рендген служба, Центар за ментално здравље, Центар за физикалну рехабилитацију у заједници, службе стоматологије, педијатрије и гинекологије. Установа тренутно броји 66 запослених, од тога тринаест доктора, међу којима су и специјалисти епидемиолог, интерниста, радиолог, физијатар, психијатар, специјалиста породичне медицине и два гинеколога. Од 2012. године је Дом здравља укључен у пројекат припреме Републике Српске за сертификацију.